# Колобовское городское поселение
Ко́лобовское городское поселе́ние — муниципальное образование в Шуйском районе Ивановской области Российской Федерации.
Административный центр — посёлок городского типа Колобово.
Распоряжением Правительства РФ от 29 июля 2014 года № 1398-р «Об утверждении перечня моногородов» городское поселение включено в категорию «Монопрофильные муниципальные образования Российской Федерации (моногорода), в которых имеются риски ухудшения социально-экономического положения».

## История
Колобовское городское поселение образовано 25 февраля 2005 года в соответствии с Законом Ивановской области N 52-ОЗ «О городском и сельских поселениях в Шуйском муниципальном районе».

## Население
| 2002  | 2010  | 2011  | 2012  | 2013  | 2014  | 2015  |
| ----- | ----- | ----- | ----- | ----- | ----- | ----- |
| 4358  | ↘3510 | ↘3500 | ↘3499 | ↘3496 | ↗3552 | ↗3587 |
| 2016  | 2017  | 2018  | 2019  | 2020  | 2021  |       |
| ↘3553 | ↗3578 | ↘3576 | ↘3509 | ↘3446 | ↘3364 |       |

## Состав городского поселения
| №  | Населённый пункт | Тип населённого пункта      | Население |
| -- | ---------------- | --------------------------- | --------- |
| 1  | Аристово         | деревня                     | ↘41       |
| 2  | Артемово         | деревня                     | ↘4        |
| 3  | Василево         | деревня                     | ↘8        |
| 4  | Векино           | деревня                     | ↘2        |
| 5  | Дорожаево        | село                        | ↘76       |
| 6  | Запрудново       | деревня                     | ↘18       |
| 7  | Затхлино         | деревня                     | ↘6        |
| 8  | Зименки          | село                        | ↘100      |
| 9  | Исаково          | деревня                     | ↘60       |
| 10 | Колобово         | пгт, административный центр | ↗2387     |
| 11 | Кондратцево      | деревня                     | ↘1        |
| 12 | Курьяниново      | деревня                     | ↘25       |
| 13 | Ладыгино         | деревня                     | ↘28       |
| 14 | Ладыгино         | станция                     | 15        |
| 15 | Мазалово         | деревня                     | ↘24       |
| 16 | Маклаково        | деревня                     | ↘10       |
| 17 | Мягково          | деревня                     | ↘73       |
| 18 | Себерна          | деревня                     | ↘13       |
| 19 | Сенино           | деревня                     | ↘2        |
| 20 | Студенцы         | село                        | ↘27       |
| 21 | Фатеево          | деревня                     | ↘0        |
| 22 | Федотово         | деревня                     | ↘7        |
| 23 | Центральный      | село                        | 515       |
| 24 | Чернышево        | деревня                     | ↘4        |